# Magdalena Blum
Magdalena Anna Blum (także Blum-Rak) – polska pianistka, nauczycielka akademicka, prorektor Akademii Muzycznej im. Karola Lipińskiego we Wrocławiu.

## Życiorys
Gry na fortepianie zaczęła się uczyć w wieku pięciu lat. Ukończyła studia na Akademii Muzycznej we Wrocławiu w klasie fortepianu Zdzisławy Rychlewskiej (1994). Uczestniczyła w kursach mistrzowskich u Haliny Czerny-Stefańskiej, Włodzimierza Obidowicza, Tatiany Szebanowej, Aleksieja Orłowieckiego i Lee Kum-Singa. Jeszcze jako studentka rozpoczęła pracę na uczelni. Po roku została zaproszona na roczny kontrakt do Shattuck St. Mary's School jako „artist in residence” na roczny kontrakt. W 2000 przeprowadziła przewód kwalifikacyjny I stopnia. W 2005 habilitowała się. W 2019 otrzymała tytuł profesor sztuk muzycznych.
Jest profesorką, pianistką-kameralistką na Wydziale Wokalnym i Instrumentalnym macierzystej uczelni. Pełniła bądź pełni czołowe funkcje: prorektor ds. artystycznych i naukowych (2008–2012; 2020–2024), prorektor ds. naukowych i współpracy z zagranicą (2012–2016). Inicjatorka Akademickiego Konkursu Duetów.
Jest laureatką III Ogólnopolskiego Konkursu Pianistycznego im. F. Liszta (IV nagroda i nagroda specjalna za najlepsze wykonanie utworu obowiązkowego).
Dokonała nagrań dla Polskiego Radia i Telewizji, współwykonawczyni płyt: Arie i Pieśni Mistrzów Włoskiego Bel Canta (MCA; 2001), Il Convegno (DUX; 2004) i Consortium Musicum (JBRecords:2006), Witold Friemann (KTM, 2009), Fryderyk Chopin-Transcriptions (Acte Prealable 2010), Elegie (Polskie Nagrania, 2012).
W 2012 za płytę Elegie została wyróżniona przez Prezydenta Wrocławia Wrocławską Nagrodę Muzyczną w dziedzinie muzyki poważnej. W 2013 odznaczona Srebrnym Krzyżem Zasługi.